# Kliros

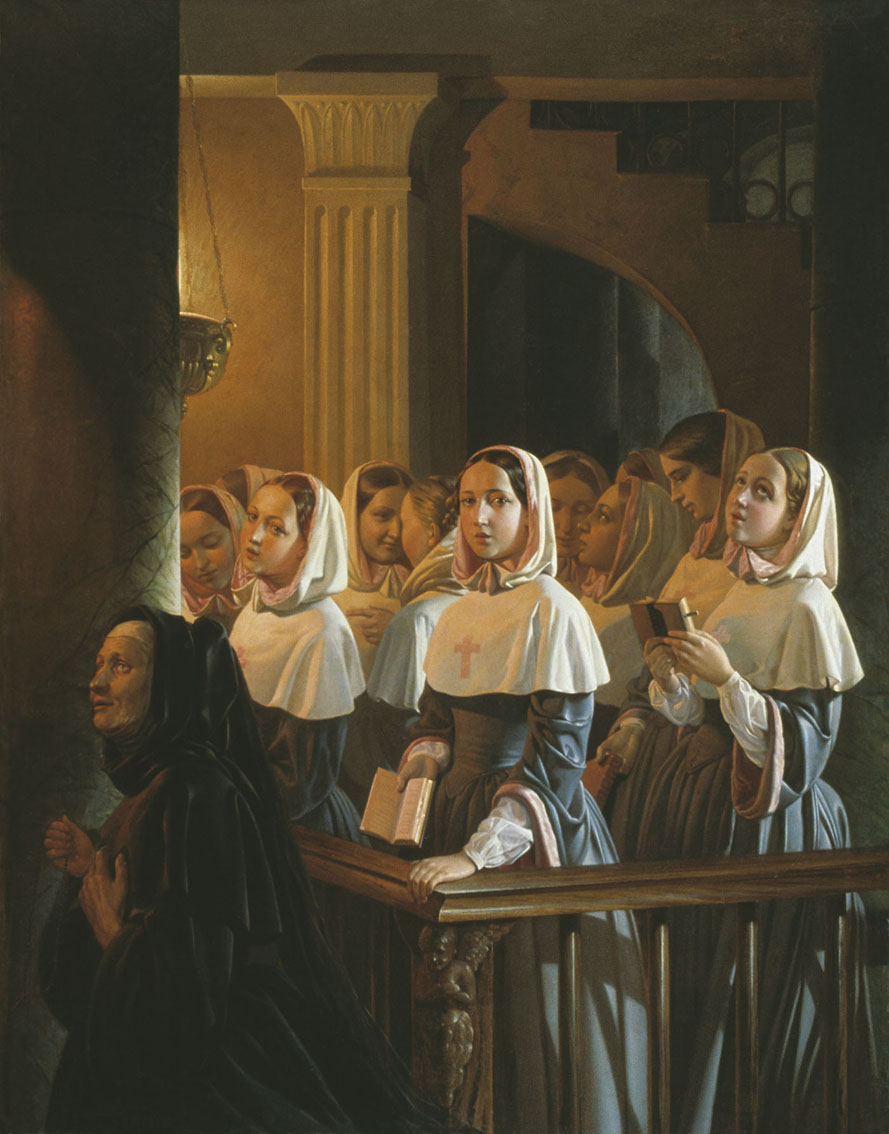
Nikołaj Zacepin Mniszki na klirosie, 1852

Kliros (gr. κλῆρος – część ziemi, która przypadła w losowaniu) – w cerkwi prawosławnej miejsce na podium przed ikonostasem. Podczas liturgii znajdują się tu chór, lektorzy, kantorzy oraz osoby duchowne, które nie biorą udziału w celebrowaniu nabożeństwa, lecz pomagają podczas czytania i śpiewu. Kliros symbolizuje chór anielski, śpiewający na chwałę Bożą. Większość świątyń prawosławnych posiada po dwa klirosy – na podwyższeniu przed ołtarzem, po bokach solei. W niektórych cerkwiach zamiast klirosu naprzeciwko ołtarza znajduje się balkon, przeznaczony dla chóru.
Początkowo klirosem nazywano ogół pomocników biskupów przy soborach w miastach, które nie posiadały rezydencji hierarchy. Ponadto kliros oznaczał również miejską organizację duchownych w północno-wschodniej Rusi przed XIV wiekem.
W Ustawie Cerkiewnej klirosem nazywani są też klerycy lub kantorzy z lektorami, a także cały chór. W księgach liturgicznych często spotykane jest określenie lik, co w języku cerkiewnosłowiańskim oznacza „chór”.
Słowo „kliros” ma też formę potoczną – kryłos. Prawdopodobnie wywodzi się od słowa kryło – skrzydło. Kantorzy odpowiednio są określani jako kryłoszanie.
Na klirosie w młodości śpiewali między innymi Fiodor Szalapin i Anton Czechow.